# William Bentsen
William Bruce „Bill“ Bentsen (* 18. Februar 1930 in Chicago; † 25. Dezember 2020 in Linn, Wisconsin) war ein US-amerikanischer Segler.

## Erfolge
William Bentsen nahm zunächst an den Olympischen Spielen 1964 in Tokio in der Bootsklasse Flying Dutchman teil. Gemeinsam mit Harry Melges sicherte er sich hinter den Olympiasiegern aus Neuseeland, Helmer Pedersen und Earle Wells, sowie den Briten Tony Morgan und Keith Musto den dritten Platz. Mit einer Gesamtpunktzahl von 5158 Punkten erhielten sie die Bronzemedaille. Drei Jahre darauf gewannen Bentsen und Melges im Flying Dutchman bei den Panamerikanischen Spielen in Winnipeg die Goldmedaille. Bei den Spielen 1972 in München, dessen Segelregatten im Olympiazentrum Schilksee in Kiel stattfanden, war er neben William Allen Crewmitglied des US-amerikanischen Bootes der Soling-Klasse von Skipper Harry Melges. Sie gewannen drei der sechs Wettfahrten und schlossen die beiden übrigen in die Wertung eingehenden Wettfahrten auf den Rängen zwei und drei ab, womit sie die Regatta mit 8,7 Punkten mit deutlichem Vorsprung als Olympiasieger beendeten. Die zweitplatzierten Schweden um Stig Wennerström kamen auf 31,7 Punkte.
Bentsen studierte unter anderem an der London School of Economics, der Yale University und der University of Chicago und erwarb einen Ph.D. in Wirtschaftswissenschaften. Zehn Jahre war er Fakultätsmitglied am Beloit College, wo er als Professor lehrte, ehe er bei der US Yacht Racing Union den hauptamtlichen Direktorsposten für One Design Sailing übernahm. Als solcher arbeitete er insbesondere in den 1970er- und 1980er-Jahren maßgeblich an den noch heute gültigen Regelwerken für Segelregatten mit. 2017 wurde er in die National Sailing Hall of Fame aufgenommen.